# Задорожний Дмитро Пилипович
Дмитро Пилипович Задорожний (1889 — † ?) — підполковник Армії УНР.
Походив з Ізюмського повіту Харківської губернії. Брав участь у Першій світовій війні. Останнє звання у російській армії — поручик.
У 1919 р. — старшина 51-го пішого дієвого полку ім. С. Наливайка Дієвої армії УНР. З середини червня 1919 р. — командир 3-го куреня 3-го пішого Подільського полку 1-ї Північної дивізії Дієвої армії УНР. Згодом — комендант штабу цієї дивізії. У 1920—1921 рр. — комендант штабу 2-ї Волинської дивізії Дієвої армії УНР.
Подальша доля невідома.